# Eszter Balla
Dans le nom hongrois Balla Eszter, le nom de famille précède le prénom, mais cet article utilise l’ordre habituel en français Eszter Balla, où le prénom précède le nom.
Eszter Balla, née le 11 mai 1980 à Szekszárd, est une actrice hongroise.

## Filmographie partielle
- 2001 : Moszkva tér de Ferenc Török
- 2003 : Kontroll de Nimród Antal